# 岩田慶治
岩田 慶治（いわた けいじ、1922年1月12日 - 2013年2月17日）は、日本の文化人類学者。国立民族学博物館名誉教授、東京工業大学名誉教授。

## 経歴
1922年、神奈川県横浜市で生まれた。旧制富山高校で学び、地理学に関心を持っていた。戦後の1948年、京都大学文学部市学科を卒業。卒業論文は、オーストラリアのアルンタ族の地域観に関するものであった。
その後は大阪市立大学助教授に就いた。東京工業大学教授の後、国立民族学博物館教授となった。1986年に国立民族学博物館を定年退官し、名誉教授となり、東京工業大学の名誉教授となった。その後は大谷大学教授として教鞭をとった。2013年2月17日、肺炎により死去。91歳没。

## 研究内容・業績
東南アジア（主にタイ、ラオス）を中心にフィールドワークを進めた。戦後初の東南アジアの海外調査に携わった第一世代になる。
現地の生活・文化を研究した著作、日本文化に関連した著作があり、また独自のアニミズム論を構築したことで広く知られている。主要著作は『岩田慶治著作集』（全8巻）に収められている。
指導学生に関根康正（関西学院大学教授、第26期日本文化人類学学会会長）がいる。
。

## 受賞・栄典
- 1977年：『民族探検の旅』で毎日出版文化賞。
- 1993年：春に勲三等旭日中綬章受勲。
- 1999年：大同生命地域研究賞
- 2006年：南方熊楠賞[6]

## 著作
単著
- 『日本文化のふるさと：東南アジア稲作民族をたずねて』角川新書 1966
  - 角川選書 1991年
  - 文庫化改題『日本文化の起原：東南アジア稲作民族をたずねて』角川文庫
- 『東南アジアのこころ：民族の生活と意見』アジア経済研究所 1969
- 『カミの誕生：原始宗教』(世界の宗教) 淡交社 1970
  - 講談社学術文庫
- 『合掌造り くらしと風土』安達浩写真、淡交社 1970
- 『東南アジアの少数民族』日本放送出版協会・NHKブックス 1971
- 『草木虫魚の人類学 アニミズムの世界』淡交社 1973[7]
  - 講談社学術文庫
- 『コスモスの思想―自然・アニミズム・密教空間』NHKブックス 1976
  - 岩波同時代ライブラリー 1993年
- 『カミの人類学：不思議の場所をめぐって』講談社 1979
  - 講談社文庫
- 『創造人類学入門：知の折り返し地点』小学館創造選書 1982
- 『カミと神：アニミズム宇宙の旅』講談社 1984
  - 講談社学術文庫
- 『道元の見た宇宙』青土社 1985
  - 文庫化改題『道元との対話』講談社学術文庫
- 『人間・遊び・自然―東南アジア世界の背景―』NHKブックス 1986
- 『自分からの自由』講談社現代新書 1988
- 『花の宇宙誌』青土社 1990
- 『からだ・こころ・たましい：宗教の世界を旅する』ポプラ社 1990
- 『日本人の原風景：自分だけがもっている風景画』淡交社 1992
- 『アニミズム時代』法藏館 1993
  - 法藏館文庫
- 『＜わたし＞とは何だろう―絵で描く自分発見―』講談社現代新書 1996
- 『死をふくむ風景―私のアニミズム―』NHKブックス 2000
- 『木が人になり、人が木になる。―アニミズムと今日』人文書館 2005
- 『森林・砂漠・草原―森羅万象とともに』人文書館 2006

著作全集
『岩田慶治著作集』(全8巻) 講談社 1995
1. 1巻 日本文化の源流
2. 2巻 草木虫魚のたましい
3. 3巻 不思議の場所
4. 4巻 アニミズムの地平
5. 5巻 道元との対話
6. 6巻 コスモスからの出発
7. 7巻 生命のかたち
8. 8巻 風景学と自分学

編著
- 『子ども文化の原像―文化人類学的視点から―』日本放送出版協会 1985
- 『世界の子ども文化』創元社 1987

共著
- 『人類学的宇宙観』川喜田二郎共著（講談社現代新書）1975
- 『スリランカの祭』井狩弥介・鈴木正崇・関根康正共著（工作舎）1982
- 『子どもの発見』本田和子・小島美子・竹内敏晴・秋山さと子・山折哲雄共著（光村図書・朝日カルチャーブックス）1985
- 『神と人―古代信仰の源流』松前健・水野正好・福永光司・岩井宏實・五来重共著（大阪書籍・朝日カルチャーブックス）1986
- 『人間終末の風景―臨死体験をやさしく科学する』中村雅彦・山折哲雄・大谷宗司・山中康裕・久野昭共著（大阪書籍・朝日カルチャーブックス）1993

共編著
- 『生と死の人類学』石川栄吉・佐々木高明共編（講談社）1985
- 『子どもの世界：39冊のフィールドワークから』栗田靖之・松原正毅共編（くもん出版）1985
- 『アジアの宇宙観』杉浦康平共編（講談社）1989

翻訳
- 『文化を超えて』エドワード・T・ホール著、谷泰共訳、TBSブリタニカ 1979

## 研究評伝
- 野間晴雄2023「岩田慶治・アジアを語る:フィールドの経験と自画像」『関西大学東西学術研究所紀要』56, 89-107頁.doi
- 『岩田慶治を読む　今こそ〈自分学〉への道を』松本博之・関根康正編（京都大学学術出版会）2022
- 「岩田慶治「京都学派およびポスト京都学派」という文脈において」西垣有[8]